# O Janovi a podivuhodném příteli
O Janovi a podivuhodném příteli (německy Der Reisekamerad, italsky Vandronik) je výpravná koprodukční československo-německo-italsko-francouzská filmová pohádka z roku 1990 českého režiséra Ludvíka Ráži, v hlavních rolích Tomáš Valík a Fritz Bachschmidt. Hudbu napsal Petr Hapka. Natáčení probíhalo na hradě Bouzov.

## Obsazení
| Tomáš Valík         | Jan (mluví Martin Zounar)                                                    |
| Fritz Bachschmidt   | přítel (mluví Petr Haničinec)                                                |
| Matthias Habich     | kouzelník Magnus (mluví Boris Rösner)                                        |
| Eva Vejmělková      | princezna Agnes                                                              |
| Sergio Fiorentini   | král (mluví Eduard Cupák)                                                    |
| Josef Kemr          | komoří                                                                       |
| Martin Růžek        | soudce                                                                       |
| Marián Labuda       | tlustý zloděj                                                                |
| Pavel Zedníček      | tenký zloděj                                                                 |
| Mapi Galan          | dívka na trhu / sběračka bylin / kráska / Šeherezáda (mluví Hana Maciuchová) |
| Svatopluk Skopal    | 1. střelec                                                                   |
| Ivan Vyskočil       | 2. střelec                                                                   |
| Radoslav Brzobohatý | Janův otec                                                                   |
| Josef Vinklář       | kupec, lichvář                                                               |
| Bronislav Poloczek  | hostinský                                                                    |
| Věra Galatíková     | hostinská                                                                    |
| Pavel Mang          | kluk v hostinci                                                              |
| Martin Dejdar       | princ Hasan                                                                  |